# عدالت جهانی

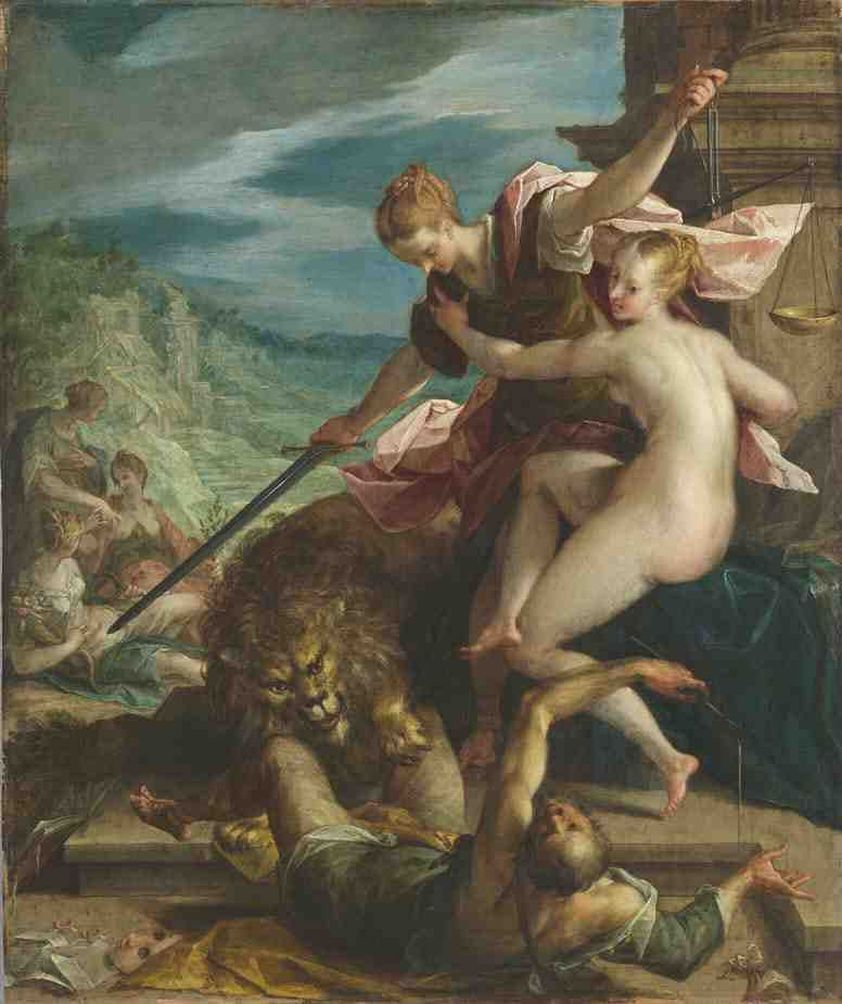
نگاره ای از اعدالت

عدالت جهانی در فلسفه سیاسی موضوعی است که از نگرانی‌ در مورد بی‌انصافی‌ها ناشی شده‌است. گاهی به عنوان نوعی از انترناسیونالیسم درک می‌شود.

## تاریخچه
هنریک سیسه اظهار داشته‌است که اخلاق جهانی و عدالت بین‌المللی در سنت غربی بخشی از سنت قوانین طبیعی است. این موضوع از زمان لاتین استوای میانه و سیسرون و فیلسوفان اولیه مسیحی امبروس و آگوستین در فرهنگ غربی سازماندهی و تدریس شده‌است. یک نقل قول مستقیم از سیسه بیان می‌کند: "این تدریس نظریه‌پردازی اولیه قانون طبیعی با محوریت ایده حق طبیعی، یعنی سیستمی از حق که طبیعی است و به طور کلی برای همه مردم متداول بوده، در دسترس بشر به عنوان خط‌کش اندازه‌گیری درست و غلط است. "

## محتویات
به عقیده آیریس ماریون یانگ که دانشمند علوم سیاسی آمریکا است، "دیدگاه فلسفی که توسط اکثریت پذیرفته شده‌است و دامنه تعهدات عدالت با عضویت در یک جامعه سیاسی مشترک تعریف می‌شود. بر این اساس، مردم فقط نسبت به سایر افرادی که با آنها با عدالت برخورد می‌کنند، تعهد دارند یا به کسانی که تحت یک قانون اساسی مشترک زندگی می‌کنند، یا آنها را متعلق به همان ملت خود تشخیص می‌دهند، متعهدند. " دیوید میلر فیلسوف انگلیسی، اینکه تعهدات فقط در مورد افرادی که در کنار هم زندگی می‌کنند یا بخشی از همان ملت هستند اعمال می‌شود، موافقت کرد."
آنچه در زمینه جهانی به یکدیگر مدیون هستیم، یکی از سوالاتی است که مفهوم عدالت جهانی به دنبال پاسخ دهی به آن می‌باشد. وظایف مثبت و منفی وجود دارد که ممکن است با قوانین اخلاقی منافات داشته باشد. کیهان طلبان، گفته می‌شود از جمله دیوژن کلبی سینوپ یونان باستان، خود را شهروندان جهان توصیف کرده‌اند.

## سوالات اصلی
سه سؤال مرتبط، در مورد دامنه و محدوده عدالت، عدالت در توزیع ثروت و سایر کالاها، نهادهای عهده دارو مسئول عدالت، مسئله اصلی عدالت جهانی می‌باشند. وقتی این سوالات در شرایط غیر ایدئال مطرح می‌شوند، بخشی از «فرایند اخلاق» که شاخه‌ای از اخلاق سیاسی است، می‌گردند.

### محدوده
آیا همان‌طور که جهان شناسان اخلاقی استدلال می‌کنند، معیارهای اخلاقی عینی وجود دارد که بدون در نظر گرفتن فرهنگ، نژاد، جنسیت، مذهب، ملیت یا سایر ویژگی‌های متمایز در مورد همه انسانها به‌طور یکسان اعمال شود؟ یا اینکه استاندارهای اخلاقی تنها روی ملیت‌ها، فرهنگ‌ها، انجمن‌ها یا انجمن‌های داوطلبانه بکار بسته می‌شود؟
برداشت اخلاقی از عدالت اجتماعی تنها در صورتی جهانی است که:
- همه افراد را تحت همان سیستم اصول اخلاقی اساسی پایه قرار دهد
- این اصول همان مزایا و بارهای اساسی اخلاقی را به همه به شکل یکسان واگذار کند
- این مزایا و بارهای اساسی، به گروه‌های خاصی به شکل خودسرانه امتیاز یا ضرر وارد ننماید.

### موسسات
چه نهادهایی - ایالت‌ها، کمون‌ها، نهادهای فدرال، موسسات مالی جهانی مانند بانک جهانی، سازمان‌های غیردولتی بین‌المللی، شرکت‌های چند ملیتی، دادگاه‌های بین‌المللی، یک کشور جهانی - بهترین آرمان عدالت جهانی را به دست می‌آورند؟  چگونه ممکن است حمایت ما را به خود جلب نموده و مسئولیت ایجاد و حفظ چنین نهادهایی بر عهده چه کسی است؟ چگونه حرکت بین حوزه‌های قضایی نهادهای مختلف ارضی باید آزاد باشد؟
توماس پوگ می‌گوید که کشورها نمی‌توانند به تنهایی به عدالت جهانی دست یابند «هرگز قابل قبول نبوده که منافع ایالت ها- که یعنی منافع دولتها- تنها ملاحظاتی را که از لحاظ اخلاقی در روابط بین‌الملل مربوط هستند، ارائه نمایند.»